# Réka Cserny
Réka Cserny (Budapest, 22 dicembre 1981) è un'ex cestista ungherese.

## Carriera
Con l'Ungheria ha disputato i Campionati europei del 2003.